# Нюкжинский район
Нюкжинский район — упразднённая административно-территориальная единица в составе Витимо-Олёкминского НО, Читинской и Амурской областей, существовавшая в 1932—1953 годах. Административный центр — рабочий посёлок Средняя Нюкжа.

## Население
По данным переписи 1939 года в Нюкжинском районе проживало 6239 чел., в том числе русские — 87,1 %, эвенки — 6,6 %, украинцы — 1,4 %, татары — 1,3 %.

## История
Блюхеровский район был образован в 1932 году в составе Витимо-Олёкминского национального округа Восточно-Сибирского края. 2 сентября 1934 года Блюхеровский район был переименован в Нюкжинский район. 26 сентября 1937 года Витимо-Олёкминский НО вошёл в состав Читинской области, а в мае 1938 года округ был упразднён и Нюкжинский район перешёл в прямое подчинение Читинской области. 2 августа 1948 года Нюкжинский район был передан в Амурскую область.
По данным 1940 и 1945 годов район включал 2 сельсовета (Нюкжинский и Усть-Нюкжинский) и рабочий посёлок Средняя Нюкжа.
6 апреля 1953 года Нюкжинский район был упразднён, а его территория передана в Джелтулакский район.